# Głos z Minaretu
Głos z Minaretu – czasopismo wydawane przez Naczelny Imamat Muzułmanów Polskich w Wielkiej Brytanii, ukazujące się w latach 1948-1950, następca wydawanego w 1947 roku Komunikatu Naczelnego Imamatu Muzułmanów Polskich w Wielkiej Brytanii.